# マリ共和国の国章
マリ共和国の国章（マリきょうわこくのこくしょう）は、1973年10月20日に制定された。
円形の国章で、公用語であるフランス語で上部に国名、底部にUn Peuple, Un But, Une Foi（ひとつの国民、ひとつのゴール、ひとつの信念）との国の標語が書かれている。
国章内部には、上部に鳩、中央部に国のシンボルで世界遺産でもあるジェンネの大モスク、底部には太陽、そして左右に二本の弓につがえられた矢が描かれている。

1961年から1973年までの国章